# 安平大君
安平大君（韓語：안평대군；1418年10月18日（九月十九）—1453年11月18日（十月十八）），名李瑢（韓語：이용），字清之（韓語：청지），號匪懈堂（韓語：비해당）、琅玕居士（韓語：낭간거사）、梅竹軒（韓語：매죽헌），朝鮮世宗與昭憲王后的嫡三子。 
3歲時，李瑢過繼給誠寧大君李褈為子；世宗十年（1428年）受封為安平大君，並和左議政鄭淵（韓語：정연）之女成婚。1430年入學成均館。安平大君自幼喜愛學問，精通詩文、書法和書畫，被稱之為三絕。
朝鮮端宗年间，他的二哥首阳大君发动癸酉靖难，他與其子宜春君李友直一同被流放到江華島的喬桐，不久被賜死，過繼給誠寧大君為子一事也隨之作罷，家属、後代也都被廢為庶人，此事也可說是日後死六臣事件的導火線。
朝鮮英祖時，安平大君得到平反，補諡為章昭（韓語：장소）。

## 家庭
- 妻子：迎日鄭氏，判书赠左議政鄭淵之女。外祖母為高麗恭讓王之女貞信宮主（朝鲜语：정신궁주）
  - 子：宜春君李友直（1435年－1454年）
  - 媳：宜宁南氏（南五台），左議政宜城君南智之女、临瀛大君元配之妹
    - 孙：（嗣）南阳君李义，孝寧大君李補曾孫
      - 曾孙：平城君李舜佐
        - 玄孙：正李邦辅

    - 孙女：适县监金季𡸷，本安东
      - 外曾孙女：适尹顯
      - 外曾孙女：适直长赠左承旨尹奉宗，本坡平
        - 外玄孙女：适工曹参判赠右议政尹玉，本茂松。女为恭怀嫔尹氏
        - 外玄孙女：适观察使李亿祥，本全州

      - 外曾孙女：适郡守权劭，本安东
      - 外曾孙女：适权尧弼，本安东
      - 外曾孙女：适洪世豪

    - 繼後：（嗣）李億秀（1720年－1766年），錦城大君李瑜十一世孫

  - 子：德陽君李友諒（？－1452年12月19日[1]）
  - 媳：沈氏
    - 孙：（嗣）善谷君李润源，孝寧大君李補曾孫
      - 曾孙：（嗣）高阳君李亿孙
        - 玄孙：（嗣）进士李元忠
        - 玄孙女：适县监赠承旨李亨成，本龙仁
        - 玄孙：（庶）李源
        - 玄孙女：（庶）适县监申绩

      - 曾孙女：适县监朴文璐，本密阳

  - 女：無心

## 相關影視作品
- 《淘氣鬼偵探 (第二季)》：2018年網路劇，宮殿哀史推理工房 （《雲英傳》）即描述其與首陽大君之間的歷史。